# Добрица Динић
Добрица Динић (Трговиште, 1. јануар 1951) српски је вајар, илустратор и наставник ликовне културе.   

## Биографија
Добрица Динић је средњу школу за примењену уметност похађао у Нишу, Вишу педагошку школу у Београду. Студије вајарства на Факултету ликовних уметности у Београду завршио је 1978, у класи професора Миодрага Миће Поповића. На истом факултету завршио је постдипломске студије.
Бавио се педагошким радом у Херцег Новом. Илустровао је корице око 50 књига и бројних часописа. Излагао је самостално и групно у земљи и иностранству.

## Уметнички сти
Скулптуре једноставних, сведених форми, асоцијативних и апстрактних конотација, ради у различитим материјалима и комбинованим техникама. У њима поштује структуре природних материјала и интервенише интензивним колористичким хармонијама.